# Agfa Ambiflex

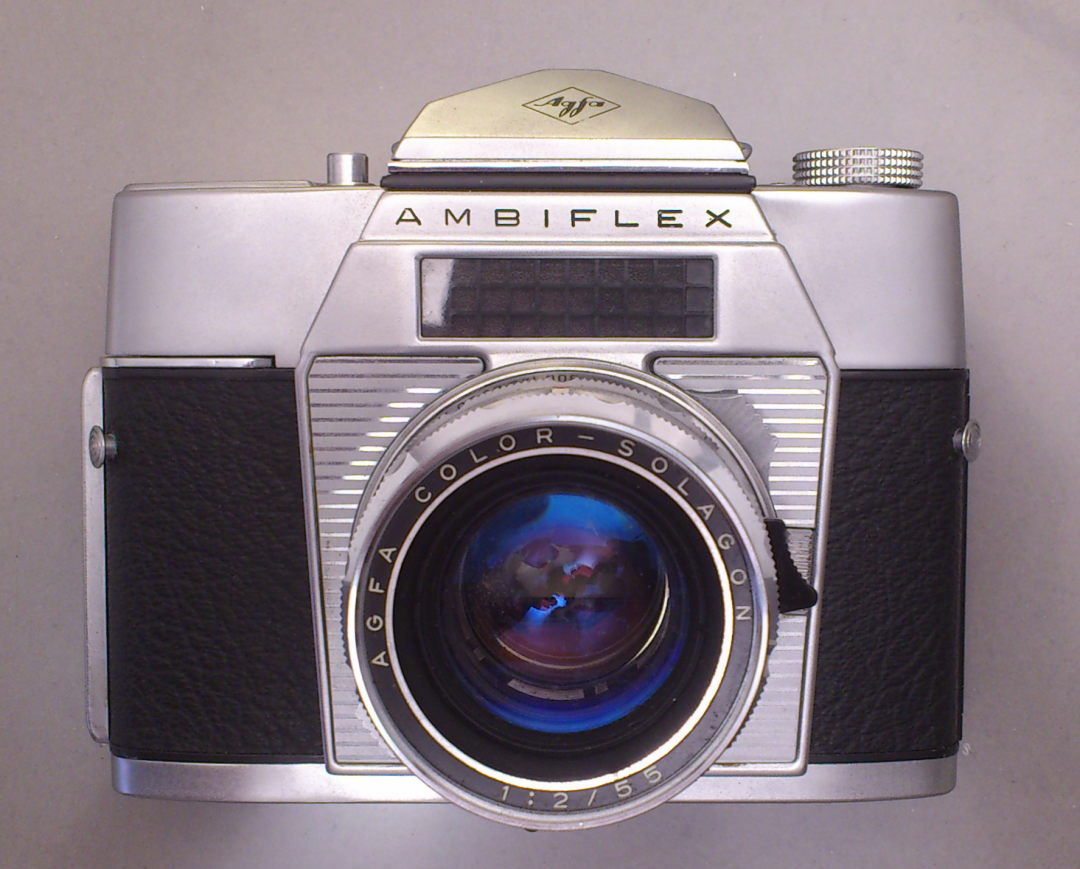
Agfa Ambiflex mit Prismensucher

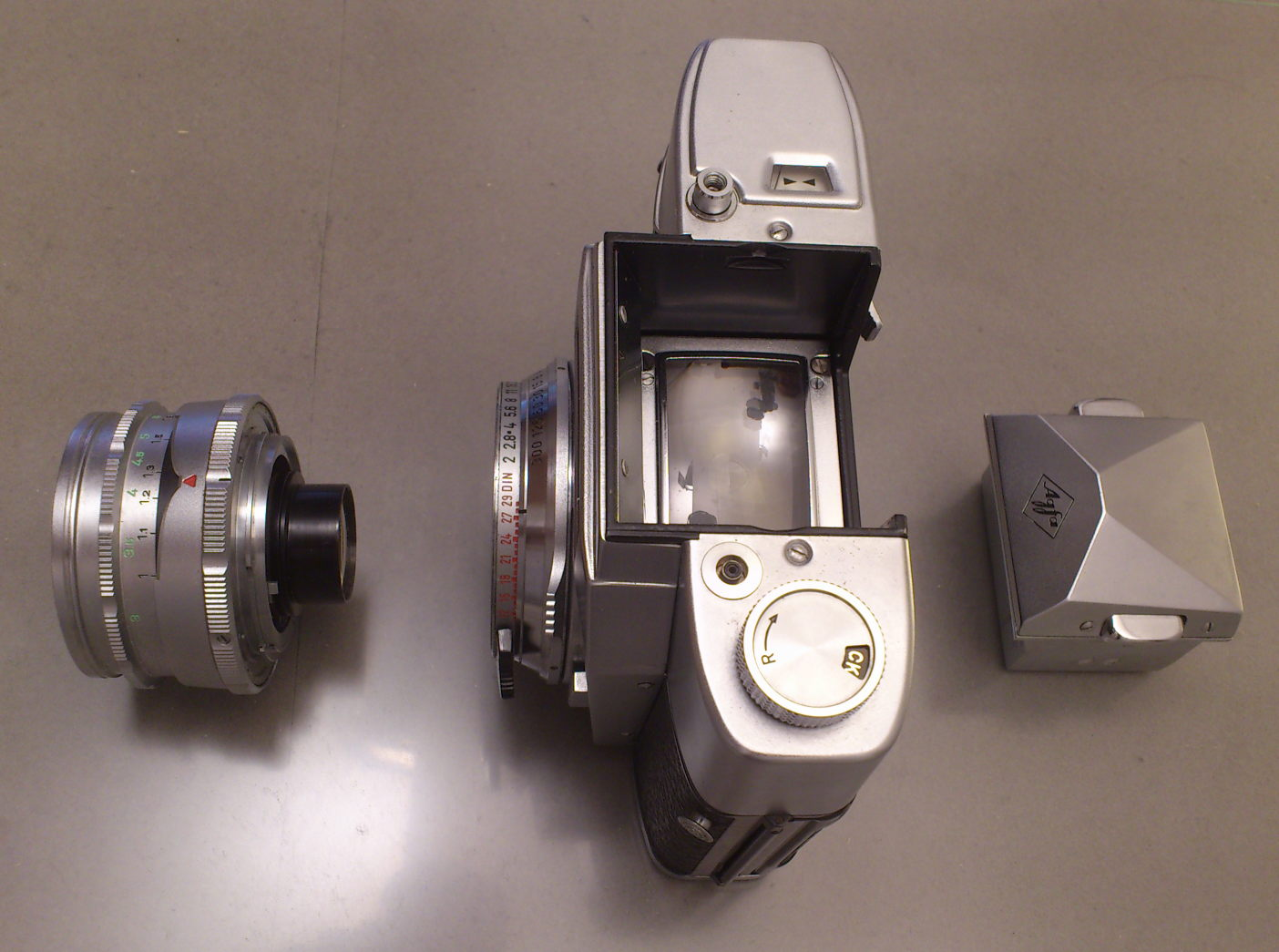
Agfa Ambiflex mit abgenommen Sucher

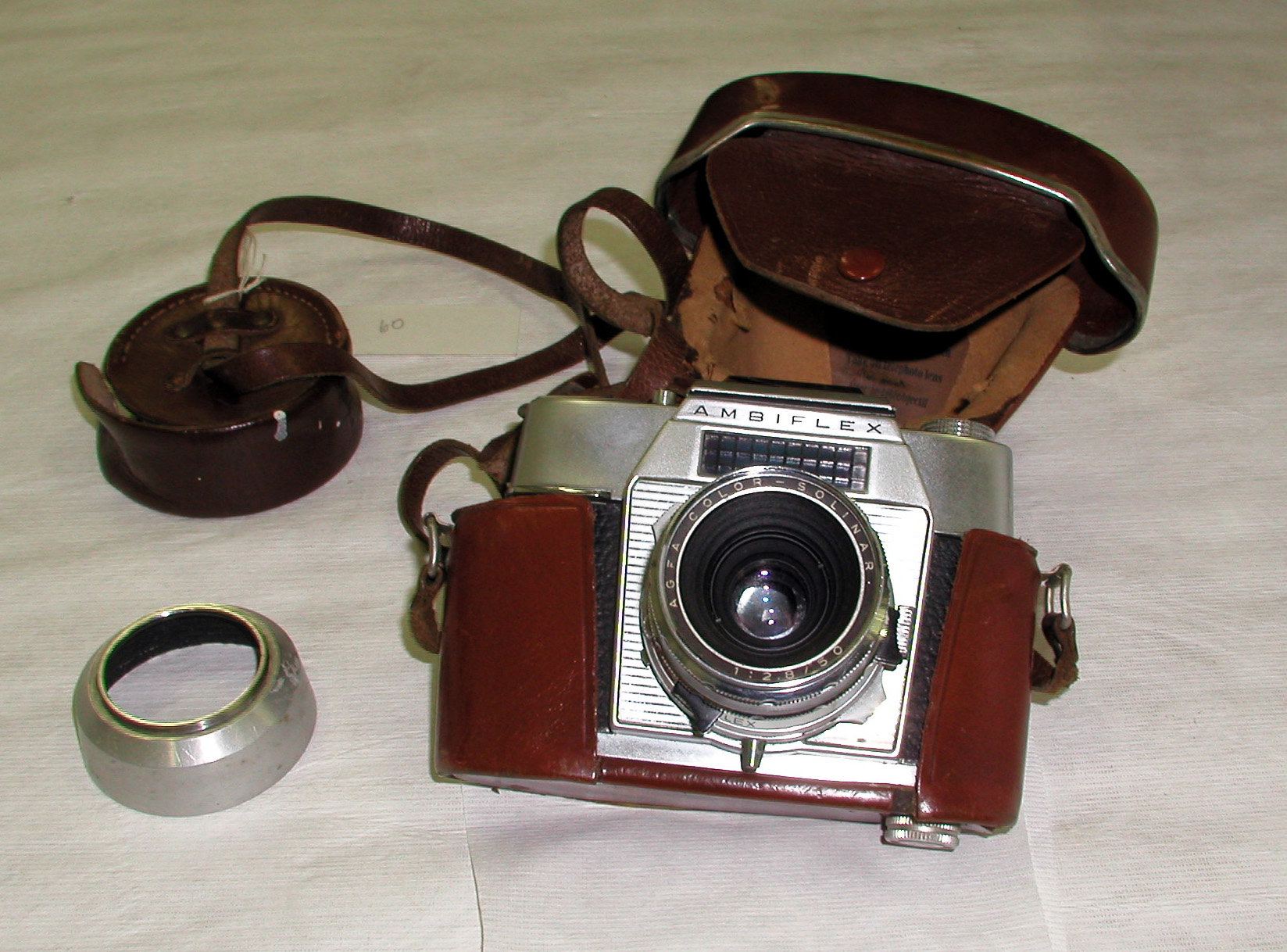
Agfa Ambiflex in Bereitschaftstasche

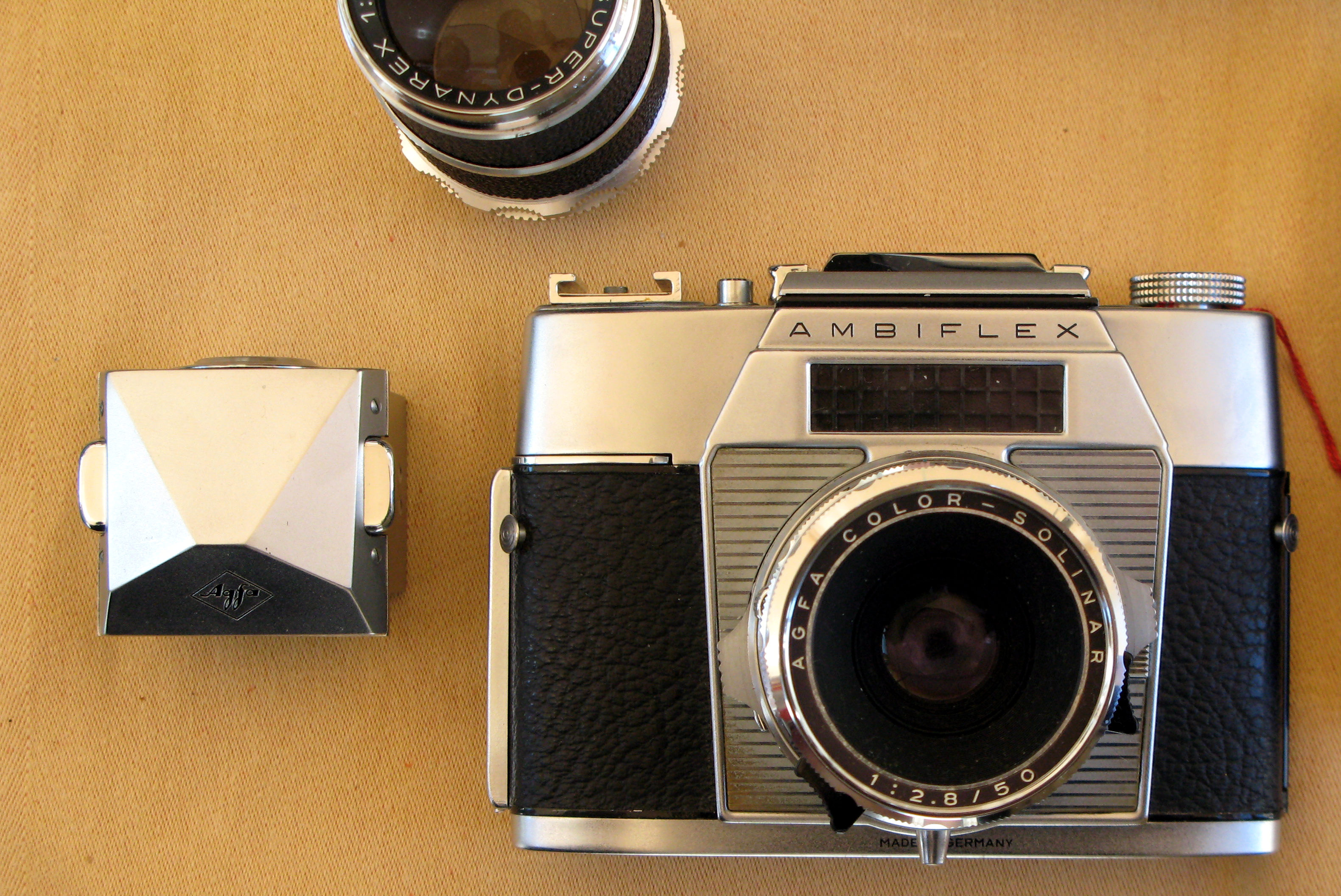
Agfa Ambiflex mit Lichtschachtsucher

Agfa hat 1959 mit der  Ambiflex die erste Spiegelreflexkamera mit abnehmbaren Objektiv vorgestellt. Sie wurde im Agfa Camerawerk München gebaut und war von der Colorflex abgeleitet. In den USA hieß sie Agfaflex.

## Konzept
Die Ambiflex wich von dem Konzept der übrigen Agfa-Kameras ab, mit leicht bedienbarer Technik den Laien zum Fotografieren zu animieren, um den Filmverkauf zu steigern. Es handelte sich vielmehr um eine Kamera für Fotoamateure, deren Konkurrenten die Contaflex von Zeiss Ikon, die Kodak Retina Reflex oder die Voigtländer Bessamatic waren. Sie hat nach ihrer Einstellung 1963 mit der Selectaflex zwar noch einen Nachfolger bekommen, nach deren Ende baute man aber keine Spiegelreflexkameras mehr.

## Konstruktion

### Gehäuse
Sowohl das Kameragehäuse wie auch die Objektive waren noch recht schwer, da man auf den Einsatz von Aluminium verzichtete. So wiegt die Kamera mit Normalobjektiv bereits 1110 g. Dies wirkte 1959 aber noch nicht ungewöhnlich, in der Produktionszeit der Ambiflex begannen aber japanische Hersteller den europäischen Markt zu erobern, die auf Leichtbau setzten. Die Ambiflex war solide konstruiert und funktionierte zuverlässig, produzierte aber ein recht lautes Auslösegeräusch. Sie war kaum größer als eine Silette und damit für eine Spiegelreflexkamera sehr kompakt gehalten.

### Verschluss
So wie die Contaflex, Retina Reflex und Bessamatic besaß auch die Ambiflex einen Zentralverschluss, dies bedeutete eine Blitzsynchronisation mit allen Zeiten. Es handelte sich um den Typ Prontor-Reflex von Alfred Gauthier Calmbach mit den Verschlusszeiten 1 s, 1⁄2 s, 1⁄4 s, 1⁄8 s, 1⁄15 s, 1⁄30 s, 1⁄60 s, 1⁄125 s, 1⁄300 s und B.
Der Verschluss befand sich zwischen dem Schwingspiegel und dem Objektiv. Er war vor dem Auslösen immer geöffnet, wobei der heruntergeklappte Spiegel die Filmkammer lichtdicht verschloss. Nach dem Auslösen wurde zuerst der Verschluss geschlossen, dann der Spiegel hochgeklappt und der Verschluss zur Belichtung entsprechend der eingestellten Zeit geöffnet. Wie bei Spiegelreflexkameras mit Zentralverschluss allgemein üblich, gab es noch keinen Rückschwingspiegel. Dies bedeutete, der Sucher zeigte solange ein schwarzes Bild, bis der Film transportiert wurde. Dabei wurde der Spiegel heruntergeklappt und der Verschluss wieder aufgezogen und geöffnet.
Die Kamera besaß einen Selbstauslöser mit 7 s Vorlaufzeit, der mit einem Hebel seitlich am Verschluss aktiviert wurde. Es gab die Stellungen V, X und M. Die Stellung M war für das Blitzen mit Magnesium-Blitzbirnen gedacht, die mit Verzögerung abbrannten und deswegen bereits vor Öffnen des Verschlusses gezündet werden mussten, die Stellung X für Elektronenblitzgeräte und bei V wurde der Selbstauslöser aktiviert, wobei auch mit X-Synchronisation geblitzt werden konnte. Da Blitzbirnchen gewöhnlich 1⁄30 s lang brannten, musste die eingestellte Verschlusszeit entsprechend gewählt werden, um die volle Helligkeit zu erhalten. Bei Elektronenbitzgeräten konnte man mit allen Verschlusszeiten arbeiten. Die Anschlussbuchse für das Biltzgerät befand sich links neben dem Sucher auf der Kameraoberseite.

### Sucher
Die Ambiflex besaß einen abnehmbaren Sucher, Agfa bot sie wahlweise mit Prismensucher oder Lichtschachtsucher an, den jeweils anderen Sucher gab es als Zubehör mit einem Behälter aus transparenten Kunststoff, der für beide Sucher passte. Der Lichtschachtsucher besaß wie allgemein üblich eine ausklappbare Lupe. Die Mattscheibe besaß ein Schnittbild zur Entfernungsmessung, sie war hell und klar, womit die Ambiflex als Modern erschien.

### Belichtungsmesser
Die Kamera besaß einen gekuppelten Belichtungsmesser, der mit einer Selenzelle arbeitete, die oberhalb des Objektivs angebracht war. Infolgedessen existierte keine TTL-Messung, was aber auch bei allen anderen Spiegelreflexkameras der Fall war. Zur Belichtungseinstellung mussten Blende und Zeit solange verstellt werden, bis sich ein Zeiger oben auf der Kamera rechts neben dem Sucher in der Mitte des Anzeigenfelds befand. Die Belichtungszeit ließ sich an einem Ring vor dem Objektiv einstellen. Im Sucher war keinerlei Information eingespiegelt.
Die Filmempfindlichkeit konnte von  ISO 10/8° bis  ISO 26/640° eingestellt werden, indem man eine Taste am Blendenring drückte und den Ring solange drehte, bis die gewünschte Empfindlichkeit gegenüber einem schwarzen Punkt angezeigt wurde.

### Filmtransport
Für den Filmtransport gab es ein Schnellschalthebel oben an der Kamera. Das Zählwerk befand sich in Gestalt einer schmalen Walze an der Rückseite der Kamera nahe dem Kameraboden, es zählte rückwärts und musste infolgedessen nach dem Filmeinlegen auf die passende Bildzahl eingestellt werden. Der Rücktransport ging durch Drehen eines Knopfs – noch ohne ausklappbare Kurbel – oben auf der Kamera vonstatten.
Zudem gab es im Rückspulknopf eine Filmmerkscheibe, mit der man die eingelegte Filmsorte in einem Fenster zur Anzeige bringen konnte: ein Muster aus schwarzen und weißen Quadraten zeigte Schwarzweißfilm an, CN Farbnegativfilm, CT DAY Tageslicht-Farbumkehrfilm, CK A Kunstlicht-Farbumkehrfilm für Blitzlichtbirnen mit 3400 K Farbtemperatur und CF F für Kunstlicht-Farbumkehrfilm für Birnen mit 3800 K.

### Objektive
Die Kamera besaß ein eigenständiges Bajonett, wobei die Objektive keinen Blendenring besaßen, dieser befand sich an der Kamera. Der eingestellte Blendenwert wurde dann beim Auslösen auf das Objektiv übertragen. Agfa bot folgende Objektive an:
- Color Ambion f/3,4 mit 35 mm und vier Linsen, 180 DM
- Color Solinar f/2,8 mit 50 mm und vier Linsen
- Color Solagon f/2,0 mit 55 mm und sechs Linsen
- Color Telinar f/3,4 mit 90 mm und fünf Linsen, 180 DM
- Color Telinar f/4,0 mit 135 mm und fünf Linsen, 240 DM
- Color Telinar f/4,5 mit 180 mm

Es handelte sich um Rechnungen des Camerawerks München, wobei das Telinar 180 mm erst nach Erscheinen der Kamera vorgestellt und nur selten gekauft wurde. Die Objektive wurden in einem zylindrischen Behälter aus transparenten Kunststoff geliefert, in deren Deckel Silikat eingelegt war, um in Hinblick auf einen Einsatz in den Tropen die Feuchtigkeit zu binden.
An die Ambiflex lassen sich auch die Wechselobjektive der Selectaflex verwenden.

## Modelle
Die Kamera wurde in drei Kombinationen angeboten:
- Ambiflex I: Lichtschachtsucher und Color Solinar, 417 DM
- Ambiflex II: Prismensucher und Color Solinar, 499 DM
- Ambiflex III: Prismensucher und Color Solagon, 599 DM

Die Bereitschaftstasche kostete 33 DM.
Am häufigsten wurde die Ambiflex I gekauft.

## Colorflex
Agfa hatte mit der Colorflex 1958 bereits die erste Spiegelreflexkamera vorgestellt. Sie besaß zwar unterschiedlich angeordnete Bedienelemente, technisch unterschied sie sich von der Ambiflex jedoch nur durch das fest eingebaute Color Solinar f/2,8. Entsprechend gab es zwei Modelle:
- Colorflex I: Lichtschachtsucher, 298 DM
- Colorflex II: Prismensucher

Die Sucher waren mit jenen der Amibflex identisch, man konnte also den jeweils anderen Sucher als Zubehör kaufen.

## USA
In den USA wurden die Colorflex I und Colorflex II als Agfaflex I und Agfaflex II verkauft, die Ambiflex I, Ambiflex II und Ambiflex III als Agfaflex III, Agfaflex IV und Agfaflex V.

## Verbreitung
Die Ambiflex tat sich naturgemäß schwer im Verkauf: Während die Agfa Sucherkameras zum großen Teil über Drogerien und Optiker verkauft wurden, die neben Agfa-Filmen auch Agfa-Kameras anboten, aber keine oder zumindest so gut wie keine andere Marke; waren Spiegelreflexkameras eine Angelegenheit von Fotogeschäften in größeren Städten, die viele Marken anboten, so dass die Ambiflex neben ihren Konkurrenten im Schaufenster stand. Technisch war die Kamera bei ihrem Erscheinen auf der Höhe der Zeit, dann erschien vor allem der fehlende Rückschwingspiegel zunehmend antiquiert. Demgegenüber war die Offenblende ein erheblicher Pluspunkt.